# In der Wüste (1987)
In der Wüste ist ein Film von Regisseur Rafael Fuster Pardo, gedreht in Berlin im November und Dezember 1985. Er basiert auf einer Erzählung von Antonio Skármeta.

## Handlung
Der Film beschreibt 24 Stunden im Leben zweier Freunde, Fremde in einer großen Stadt. Arbeitslos und ohne einen Pfennig Geld sind die Aussichten mehr als schlecht, vor allem weil ihnen der Magen knurrt. Fernando, der Chilene, ist am Tiefpunkt seiner seelischen Verfassung angelangt, und es wäre alles wirklich aussichtslos, wenn nicht sein Freund Timur, der Türke, immer wieder einen Ausweg finden würde.
So machen sie sich auf zu einer Odyssee durch das damals noch eingemauerte Westberlin. Es gelingt ihnen zu einer warmen Mahlzeit zu kommen und so mit neuen Kräften die Lage besser beurteilen zu können.
Fernando lernt Anna kennen, die zusammen mit Timurs türkischer Freundin Sema in einem Kaufhaus arbeitet. Zu viert verbringen sie den Abend in Kneipen und Musikkellern der Berliner Szene. Für einen Moment, während eines Konzerts im „Quasimodo“, scheint die Zeit zur Performance von Jocelyn B. Smith stillzustehen. Über die Musik und das Tanzen kommen sich Anna und Fernando näher, und schließlich bleibt Anna über Nacht bei Fernando.
Am nächsten Morgen hat die Magie der Liebe Fernando verändert; sie lässt ihn die Welt mit anderen Augen sehen, auch wenn die Nachrichten aus der Heimat immer noch mehr als schlecht sein sollten.

## Auszeichnungen
- Filmfestival Max Ophüls Preis 1987, Förderpreis der Jury
- Prädikat „wertvoll“
- Filmfestival San Sebastian, Zabaltegi 1987
- Vom Internationalen Jugendfilmtest als „besonders geeignet“ empfohlen.
- Internationale Filmfestspiele Berlin Forum 2022

## Zitat aus dem Film
„Wir sollten abhauen aus diesem Land.“
„Und was würden wir woanders machen?“
„Dasselbe wie hier... einatmen, ausatmen, essen, schlafen. Das ist alles.“

## Kritiken
- Berliner Stadtmagazin „Zitty“: „(...) einer der schönsten Berlin-Filme (...) Ein bewundernswert heiterer Film, der in knapp-pointierten Szenen einprägsam ein Stück Berliner Realität einfängt.“

- „Der Tagesspiegel“, Volker Baer: „Exakt erfaßt die Kamera die weniger attraktiven Teile Berlins, durch die sich die beiden [Hauptfiguren] bewegen ... Die Straßenfluchten, die Kahlschläge durch Krieg oder falsche Sanierung spiegeln zugleich den inneren Zustand der beiden wider, wie zu einem späteren Zeitpunkt die vorweihnachtliche Atmosphäre der Innenstadt eine vorübergehende Hochstimmung anzudeuten scheint(...) Fuster Pardo jedenfalls läßt das Ende offen in dieser Geschichte, in der die Hinterhöfe und Seitenstraßen Berlins eine nicht unwesentliche Rolle spielen ...“

- „Tip-Berlin“, Wolfgang Brenner: „‚In der Wüste‘ ist nun doch noch dort zu sehen, wo er zuallererst hingehört: in Berlin, in der Stadt, um deren Schroffheit und Schönheit es geht in Fuster-Pardos Film.“

- „Stuttgarter Nachrichten“: „Die Stadt heißt Berlin - und der Spanier Rafael Fuster Pardo, der in diese Stadt kam, trifft nicht nur mit dem Titel, sondern auch mit den Bildern seines Films ‚In der Wüste‘ das Geschehen in dieser Stadt exakt auf dem Punkt. Aus der Bedrängtheit und Banalität Berliner Wirklichkeit schält er gekonnt zwei Schicksale, zwei Temperamente heraus.“

- „SZENE Hamburg“, Dietrich Kuhlbrodt: „Das kleine ist das Große“ „Ein herb-schöner Film (...) Ein Dokument aus der Stadtwüste Berlins, ein Spielfilm von entlarvendem Witz und eine Hoffnung fürs Kino. Mit einem Gespür für die kleinen Oasen in der großen Wüste Berlin.“

- „Hollywood Reporter“, Ronald Holloway: „Beckett Lost in Berlin“ „IN THE WILDERNESS" is based on a story by Chilean exile writer Antonio Skarmeta, but it just might as well be described as ‚Didi and Gogo lost in Berlin‘ - a typical Beckett situation transferred to the jungle of Berlin.(...) The story of many a hungry young unemployed guest-worker and asylum-seeker surviving in Berlin-Kreuzberg can be read into the images and situations as the chronicle of a 24-hour day unfolds. It´s this slice-of-life that makes IN THE WILDERNESS memorable and well deserving of its recognition at Saarbrücken.“

- Fischer Film Almanach: „[Der] vom Kuratorium junger deutscher Film geförderter Erstlingsspielfilm ist leise und bescheiden, aber von starker Intensität und Aussagekraft. Durch die Augen der Ausländer gesehen, tun sich für uns neue, bislang kaum wahrgenommene Berlin-Perspektiven auf. Ein typisches Milieu mit seinen lebenswirklichen Figuren wird hier (...) authentisch und atmosphärisch dicht dargestellt.“

- „Süddeutsche Zeitung“, Peter Buchka: „Je länger man seinen beiden - zunächst recht fremdartigen - Figuren zuschaut, desto vertrauter werden sie einem: fröhliche Schelme, die unserer Gesellschaft den Spiegel vorhalten, ohne dabei auch nur die Stimme oder den Zeigefinger zu heben: Ein Sieg des Menschen über die Rasse.“